# مالكوم ناش
مالكوم ناش (بالإنجليزية: Malcolm Nash)‏ (9 مايو 1945 في المملكة المتحدة - 30 يوليو 2019) هو لاعب كريكت بريطاني. لعب مع نادي مقاطعة غلاموركن للكريكت ‏ ونادي مقاطعة شروبشاير للكريكت ‏.

## وصلات خارجية
- مالكوم ناش على موقع إي آس بي آن كريك إنفو (الإنجليزية)